# قرص سابو

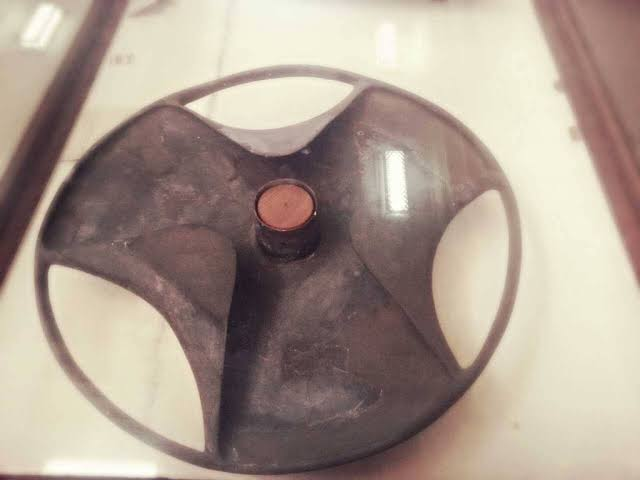
قرص سابو في المتحف المصري بالقاهرة

قرص سابو قطعة من مصر القديمة (الأسرة المصرية الأولى، حوالي 3150 إلى 2900 قبل الميلاد) تم العثور عليها في عام 1936 في المصطبة إس 3111 في شمال مقبرة سقارة. هذا هو قبر المسؤول المصري القديم سابو ابن ملك الأسرة الأولى عج إب، الذي تم العثور على القطعة هذه هناك باسمه أيضًا. لا تزال وظيفة ومعنى القطعة المصنوعة بعناية غير واضحين.
محفوظ بالمتحف المصري بالقاهرة، غرفة 43، تحت رقم الجرد JE 71295.

## الوصف تاريخ العثور والتصنيف
القطعة الأثرية المصنوعة من الأردواز (الاسم المستخدم سابقًا في علم المصريات للحجر الطمي الضعيف المتحول) لها شكل وعاء مسطح بقطر 61 سم وارتفاع أقصى يبلغ 10.6 سم. يوجد في المنتصف ثقب يبلغ قطره حوالي 8 سم، وهو مزود بمقبس، ارتفاعه يتوافق تقريبًا مع عمق الوعاء. من الحافة الخارجية المرتفعة قليلاً، يتم ثني ثلاثة «أجنحة» أو «فصوص» شعاعيًا بشكل متماثل إلى الداخل، باتجاه الفتحة المركزية، ويتم الحفاظ على الحافة الخارجية في شكل أقواس ضيقة تربط الأجزاء غير المطوية ببعضها البعض. عند النظر إليها من الأعلى، فإنها تشبه عجلة القيادة بثلاثة قضبان عريضة جدًا.
تم العثور على قبر سابو في 19 يناير 1936 من قبل عالم الآثار البريطاني والتر بريان إيمري. وهو عبارة عن قبر مصطبة، ويتكون من سبع غرف. في «الغرفة هـ»، حجرة الدفن المركزية، تم العثور على قرص سابو في موقع مركزي بجوار الهيكل العظمي لسابو، الذي كان مدفونًا في الأصل في تابوت خشبي. تم تكسير القطعة الأردوازية إلى عدة أجزاء وتم ترميمها فيما بعد. يتم عرضه حاليًا برقم الجرد JE 71295 في معرض في الغرفة 43 بالمتحف المصري في القاهرة. توجد نسخة من القطعة الأثرية في الجناح الشرقي لمنتزه إريك فون دانكن الذي أسس حديقة يونغفراو.
العثور على أوعية حجرية كبيرة ومسطحة من الأسرة الأولى إلى الثالثة ليست شائعة بشكل عام. في هذه الحقبة من مصر القديمة، وصل إنتاج القطع الحجرية بشكل عام إلى أعلى مستوياته، وفي سقارة ظهرت العديد من القطع الحجرية عالية الجودة التي لها نفس تاريخ المنشأ. يعتبر قرص سابو، بتصميمه المذهل، قطعة فريدة في علم المصريات.

## تفسير
فسر المكتشف والتر بريان إيمري القطعة الأثرية بعناية نظرًا للفتحة المركزية على أنها وعاء تم وضعه على حامل - ولكن لم يتم العثور على أي بقايا. وتجدر الإشارة، مع ذلك، إلى أن المصطبة S3111 لم تمس عندما اكتشفها إيمري، ولكنها، مثل العديد من المقابر المصرية القديمة الأخرى، تعرضت للنهب من قبل لصوص القبور قبل قرون. نظرًا لأن إنتاج جسم معدني على شكل قرص سابو سيكون بسيطًا، ولكنه معقد جدًا إذا تم تصنيعه من الصخور المتشظية بسهولة، فقد اقترح أنه يمكن تقليد جسم معدني في الصخر الزيتي. في التقارير المبكرة عن الاكتشاف، أطلق على الاكتشاف اسم «وعاء محير» وتكهنات بأنه ربما كان «مصباحًا عملاقًا». في المنشورات الشعبية وغير العلمية، نُقل عن مهندس إنجليزي باسم ويليام كاي أنه طور هذه الأطروحة (دون تحديد مكان نشرها). ووفقًا له، فقد تم استخدام الوعاء كمصباح زيت بثلاثة لهب أثناء أداء الطقوس وتم وضعه على حامل لهذا الغرض. تقول فرضية أخرى أن الزبدية يمكن أن تستخدم لأغراض التزيين فقط بسبب هشاشتها. ومع ذلك، فقد تعرض هذا الطرح لانتقادات لأنه كان من المستبعد أن تستخدم مثل هذه المصابيح في مصر القديمة، وبالتالي فإن شكل شفرات القرص تدل على انها كانت تستخدم لأغراض محددة وظيفية وليست للزينة.
ويشير العلماء، إلى أن هذا القرص بالكاد أن يكون عجلة، ولكن إذا كان ثبت بأن القرص هو عجلة، هذا يعني أنه ظهر في مصر حوالي 3000 قبل الميلاد، لذلك ينبغي على علماء المصريات إعادة كتابة بعض الأعمال التاريخية.
وفقًا لإصدار واحد، كان قرص سابو عبارة عن دفاعة قديمة، وهو جزء من مضخة طرد مركزي. أنشأ مؤرخ هاو نسخة طبق الأصل دقيقة للقرص باستخدام تقنية الطباعة ثلاثية الأبعاد واكتشف أنه كان مكونًا حاسمًا في آلية ضخ المياه. إلى جانب ذلك، يقوم القرص بإنشاء دوامة قوية عند دفعه بدون غلاف لتوجيه المياه النازحة. يعتقد عالم المصريات سيريل ألدريد أنه بغض النظر عن الغرض من هذه القطعة بالذات، فإن شكله يشير بوضوح إلى أنه نسخة من شيء آخر، جسم معدني أقدم بكثير من الشيء الذي تم العثور عليه.